# Pietro Faccini
Pietro Faccini (1562 - 1602 o 1614) fou un pintor italià, actiu a Bolonya.
El seu estil, influenciat per l'Escola Bolonyesa, va connectar amb el manierisme i amb l'incipient barroc. Va iniciar tard la seva activitat pictòrica, sota la supervisió dels Carracci. Famosa és la seva obra El Martiri de San Llorenç (1590), de l'Església de Sant Giovanni in Munti, a Bolonya.
Cap 1593 o 1594 va començar a distanciar-se d'Annibale Carracci, rebent influències diverses, com s'aprecia en els retaules de les esglésies de Sant Domenico i de Santa Maria dei Servi o al Pessebre de la Pinacoteca Nacional de Bolonya, on s'aprecia millor la influència de Ludovico Carracci, en tant en el Retaule Pellicani i la Verge del Rosari de Quarto Inferiore a Granarolo dell'Emilia són patents les influències de Correggio i de Federico Barocci a l'autoretrat conservat actualment en els Uffizi.